# Hieracium colpophyllum
Hieracium colpophyllum es una especie de planta con flor del género Hieracium, de la familia Asteraceae, orden Asterales.

## Distribución
Hieracium colpophyllum se distribuye por Suecia.

## Taxonomía
Fue descrita científicamente por Johanss. Fue publicada en Bot. Not. 1905: 110 (1905).